# Gnaphosoidea
Gnaphosoidea es una superfamilia de arañas araneomorfas, constituida por siete familias de arañas con ocho ojos:
- Ammoxenidae: 4 géneros, 18 especies
- Cithaeronidae: 2 géneros, 7 especies
- Gallieniellidae: 11 géneros, 57 especies
- Gnaphosidae: 117 géneros, 2128 especies
- Lamponidae: 23 géneros, 192 especies
- Prodidomidae: 30 géneros, 303 especies
- Trochanteriidae: 19 géneros, 152 especies